# Javi Guerrero
Francisco Javier García Guerrero (Madrid, 22 de octubre de 1976), más conocido como Javi Guerrero, es un exfutbolista y entrenador español. Jugaba como delantero, aunque podía hacerlo de mediapunta creativo de gran llegada a gol e interior izquierdo.

## Trayectoria

### Formación e inicios
Javi Guerrero es un jugador formado en la cantera del Real Madrid. Sus mejores años en la cantera blanca fueron los transcurridos entre 1995 y 1997. En estas tres temporadas el delantero disputó un total de 54 partidos anotando 27 goles. Estos números le convirtieron en un delantero cotizado en la categoría de Plata, y al año siguiente marchó cedido al Jaén. En la capital andaluza no gozó de continuidad y en el mercado invernal regresó a la Segunda División B, esta vez al Terrassa, donde tampoco iba a realizar un destacado papel.
Ya con 24 años, Guerrero regresó a la cantera merengue, corría la temporada 1998-99 y el filial madridista contó con él para el nuevo proyecto, que buscaba el retorno a la Categoría de Plata. En este nuevo año volvió a tener continuidad pero no realizó un papel tan destacado como en etapas anteriores. El club acabó tercero pero no fue capaz de pasar la liguilla de ascenso.

### Albacete Balompié
Las puertas de Segunda División se le abrían nuevamente a Javi Guerrero, esta vez era el Albacete. La temporada 1999-00 fue algo mejor para el delantero madrileño ya que mejoraba en el apartado goleador con un total de 6 goles en 24 partidos (números parecidos a los que hizo en el Real Madrid Castilla en su primera temporada en Segunda División). Pero el momento cumbre de Javi Guerrero fue al año siguiente cuándo en la 2000-01 disputó un total de 40 partidos, siendo el delantero que más jugó ese año, y marcando 14 goles, con lo que acabó entre los máximos goleadores de la categoría de Plata. 

### Racing de Santander
Su progreso en los años anteriores le abrió las puertas de un histórico de la Primera División, pero que ese año, en la temporada 2000-01, había descendido a Segunda, el Racing de Santander.
La temporada 2001-02 fue la del regreso del Racing a la máxima categoría, y Javi Guerrero fue una de las piezas claves de uno de los equipos más importantes de la historia del Racing y acabó como el segundo máximo goleador del equipo (un gol menos que Bodipo). Al año siguiente se produciría su debut en Primera División.
Javi Guerrero debutó en Primera División el 31 de agosto de 2002, en un partido correspondiente a la primera jornada de Liga que el Racing de Santander perdió por 0 a 1 frente al Real Valladolid. En esa temporada compartió vestuario con ilustres del conjunto cántabro como eran Pedro Munitis Juanma, Bodipo, Regueiro o Benayoun. Este equipo logró la permanencia en Primera División y Javi Guerrero se dio a conocer en el fútbol español acabando como máximo goleador del equipo con un total de 15 goles.
Las temporadas siguientes fueron más de lo mismo, el Racing se quedaba en Primera por los pelos, pero Javi Guerrero acababa como máximo goleador y como una de las perlas de la categoría.

### Celta de Vigo
El cambio iba a llegar en 2005 cuando el Celta fichó al delantero para su nuevo proyecto (ese año los vigueses retornaban a Primera y buscaban un buen equipo que les llevase nuevamente a Europa). Pero la temporada no iba a ir según lo previsto ya que el punta sufrió una inoportuna lesión que le apartó durante varios meses de los terrenos de juego. Javi Guerrero acabó pasándolo muy mal personal y profesionalmente en Vigo, ya que no contaban con él para el nuevo paso por Europa y acabó apartado.

### Recreativo de Huelva
Javi Guerrero acabó yéndose cedido al Recreativo de Huelva en la temporada 2006-07, el equipo que más confianza había depositado en él. Ese año el Decano retornaba a la máxima categoría y tenía un equipo con hombres como Santi Cazorla, Uche o Florent Sinama Pongolle. Javi Guerrero gozó de la confianza del técnico Marcelino y volvió a ser el que fue en sus etapas en Madrid y Santander, disputando un total de 23 partidos y anotando 7 goles.
Al año siguiente Javi Guerrero rescindió su contrato con el Celta (que volvió a descender a Segunda) y regresó a Huelva ya en propiedad.

### U. D. Las Palmas
El 18 de agosto de 2009 fichó por la U. D. Las Palmas por dos años, formando parte del proyecto que comandaba en ese momento el croata Sergio Kresic para intentar el ascenso a Primera División, objetivo que no se conseguiría finalmente.
El 12 de septiembre de 2009 marcó su primer gol oficial con la U. D. Las Palmas, en partido contra el C. D. Numancia en el Estadio de Gran Canaria, gol que supuso la victoria de los amarillos sobre el cuadro soriano por 1 a 0. Durante esta primera temporada en el club grancanario se convirtió en el máximo goleador del equipo con 11 tantos en competición liguera, honor que repitió en su segundo año con 12 goles en la temporada regular, renovando además con el equipo insular su relación contractual por un año más. Al finalzar la temporada 2012-13 anunció que renunciaba al año que le quedaba de contrato.

## Entrenador
Tras su retirada se incorporó al cuerpo técnico de la propia U. D. Las Palmas. En principio se dedicó a hacer informes de los rivales del club, pero antes de acabar la temporada, el 26 de mayo de 2014 se convirtió en segundo entrenador, auxiliando a Josico Moreno tras el cese de Lobera. En la temporada siguiente volvió el la dirección deportiva. Finalmente en 2015 dejó el club.
En octubre de 2017 se incorporó a la dirección deportiva del Sevilla C. F..

## Clubes y estadísticas
| Club                                   | Año     | División           | Part. | Goles |
| -------------------------------------- | ------- | ------------------ | ----- | ----- |
| Real Madrid "C" · España               | 1995-96 | Segunda División B | 29    | 21    |
| Real Madrid Castilla · España          | 1995-96 | Segunda División   | 1     | 0     |
| Real Madrid Castilla · España          | 1996-97 | Segunda División   | 24    | 6     |
| Real Jaén (cedido) · España            | 1997-98 | Segunda División   | 6     | 0     |
| Terrassa F. C. (cedido) · España       | 1997-98 | Segunda División B | 6     | 2     |
| Real Madrid Castilla · España          | 1998-99 | Segunda División B | 22    | 5     |
| Albacete Balompié · España             | 1999-00 | Segunda División   | 27    | 6     |
| Albacete Balompié · España             | 2000-01 | Segunda División   | 40    | 14    |
| Atlético de Madrid · España            | 2001-02 | Segunda División   | 0     | 0     |
| Real Racing Club de Santander · España | 2001-02 | Segunda División   | 29    | 10    |
| Real Racing Club de Santander · España | 2002-03 | Primera División   | 35    | 15    |
| Real Racing Club de Santander · España | 2003-04 | Primera División   | 36    | 11    |
| Real Racing Club de Santander · España | 2004-05 | Primera División   | 33    | 8     |
| Celta de Vigo · España                 | 2005-06 | Primera División   | 19    | 0     |
| Celta de Vigo · España                 | 2007-08 | Segunda División   | 1     | 0     |
| R. C. Recreativo de Huelva · España    | 2006-07 | Primera División   | 23    | 7     |
| R. C. Recreativo de Huelva · España    | 2007-08 | Primera División   | 26    | 5     |
| R. C. Recreativo de Huelva · España    | 2008-09 | Primera División   | 23    | 2     |
| U. D. Las Palmas · España              | 2009-10 | Segunda División   | 30    | 11    |
| U. D. Las Palmas · España              | 2010-11 | Segunda División   | 34    | 12    |
| U. D. Las Palmas · España              | 2011-12 | Segunda División   | 28    | 7     |
| U. D. Las Palmas · España              | 2012-13 | Segunda División   | 29    | 6     |
| Total                                  | Total   | Total              | 501   | 148   |